# Star Trek: La serie animada
Para ver otros usos de Star Trek, ver Star Trek (desambiguación).
Star Trek: The Animated Series (TAS) (también conocida como The Animated Adventures of Gene Roddenberry's Star Trek, en español titulada Star Trek: La serie animada), es una serie animada de televisión estadounidense de ciencia ficción creada por Gene Roddenberry. Originalmente se emitió simplemente bajo el título Star Trek, subtitulado Creado por Gene Roddenberry, los sábados por la mañana del 8 de septiembre de 1973 al 12 de octubre de 1974 en NBC, abarcando 22 episodios en dos temporadas. La segunda serie de la franquicia Star Trek, presenta principalmente los mismos personajes que Star Trek: The Original Series.  Ambientada en el siglo 23, la serie sigue las aventuras de la nave estelar USS Enterprise mientras explora la galaxia.
Después de la cancelación de The Original Series (TOS) en 1969, el programa de acción en vivo resultó popular en la distribución y generó un gran entusiasmo entre los fanáticos. Esto resultó en la decisión de Roddenberry de continuar la serie en forma animada. Gran parte del elenco original volvió a dar voces a sus personajes. Los escritores de la serie David Gerrold y DC Fontana caracterizaron la serie animada como efectivamente una cuarta temporada de la serie original. Después de la conclusión de La serie animada, las aventuras de los personajes continuaron en películas teatrales de acción real, comenzando con la película de 1979 Star Trek: The Motion Picture.
La serie animada fue aclamada por la crítica y fue la primera serie de Star Trek en ganar un premio Emmy cuando su segunda temporada recibió el Emmy de 1975 al entretenimiento excepcional: serie infantil.

## Producción
La serie fue producida por Filmation y emitida por NBC por dos temporadas entre 1973 y 1974, con un total de veintidós episodios. En un principio Filmation propuso una serie con niños cadetes, incluyendo al joven vulcano Spock. De acuerdo a una entrevista con Norm Prescott, Paramount ofreció a Gene Roddenberry una importante suma de dinero a cambio de que abandonara el control creativo del proyecto, y dejara a Filmation continuar con la idea de los "niños cadetes". Esto fue rechazado por Roddenberry. Más tarde Filmation desarrollaría su idea en un programa original llamado Space Academy.
Los escritores usaron para la serie animada la misma guía utilizada por los escritores de la serie original.
Mientras que la libertad que proporcionaba la animación brindaba grandes paisajes alienígenas y creíbles seres alienígenas no-humanoides, las limitaciones presupuestarias eran una preocupación y la calidad de la animación era la justa. También hubo varios errores ocasionales, como la aparición de personajes que se encontraban en otro lugar o personajes que debían aparecer en la pantalla del puente, y luego aparecían sobre el puente, indicaban un mal ordenamiento de las placas de animación. Sin embargo, estos eran errores mayormente aislados. Ocasionalmente, partes de algunos episodios eran animados con una calidad cercana a la vista en cines.

## Casting de voces
Los actores más destacados de Star Trek: La serie original realizaron las voces para sus personajes, a excepción de Pavel Chekov (Walter Koening), quien fue omitido porque la serie no podía afrontar el costoso presupuesto. Chekov fue reemplazado por dos personajes que hacían apariciones regulares: el teniente Arex y la tenienta M’Ress. James Doohan y Majel Barrett, además de interpretar a Montgomery Scott y Christine Chapel, hicieron las voces de Arex y M’Ress respectivamente.
Inicialmente, Filmation iba a utilizar solamente las voces de William Shatner, Leonard Nimoy, DeForest Kelley, James Doohan y Majel Barrett. Doohan y Barrett también harían las voces de Uhura y Sulu. Pero Nimoy se negó a firmar si no eran incorporados Nichelle Nichols y George Takei, argumentando que los personajes de Sulu y Uhura eran una prueba de la diversidad étnica del siglo XXIII.
Koening no fue olvidado, y más tarde escribiría un episodio para la serie, convirtiéndose en el primer actor de Star Trek en escribir una historia para Star Trek. Koening escribió "The Infinite Vulcan," el cual tenía elementos del episodio de la serie original "Semilla espacial".

## Episodios
Los veintidós episodios de TAS fueron difundidos a través de sus dos breves temporadas, con numerosas retransmisiones de cada episodio. La mayoría de los mismos fueron dirigidos por Hal Sutherland.
Todos los episodios fueron lanzados en novelas por Alan Dean Foster, bajo el nombre de Star Trek Logs. En un comienzo, Foster adaptó tres episodios por libro, pero en las últimas ediciones la media hora de duración de los guiones fue expandida a novelas completas.

## VHS y DVD
La serie completa fue lanzada en Estados Unidos en volúmenes de once VHS en 1989. Más tarde, en 1997, fue lanzado un Box Set en formato Laserdisc en el mercado estadounidense. El DVD Box Set llegó el 21 de noviembre del 2006 para región 1, y fue la última de la franquicia en salir a la venta en este formato.

## Recepción

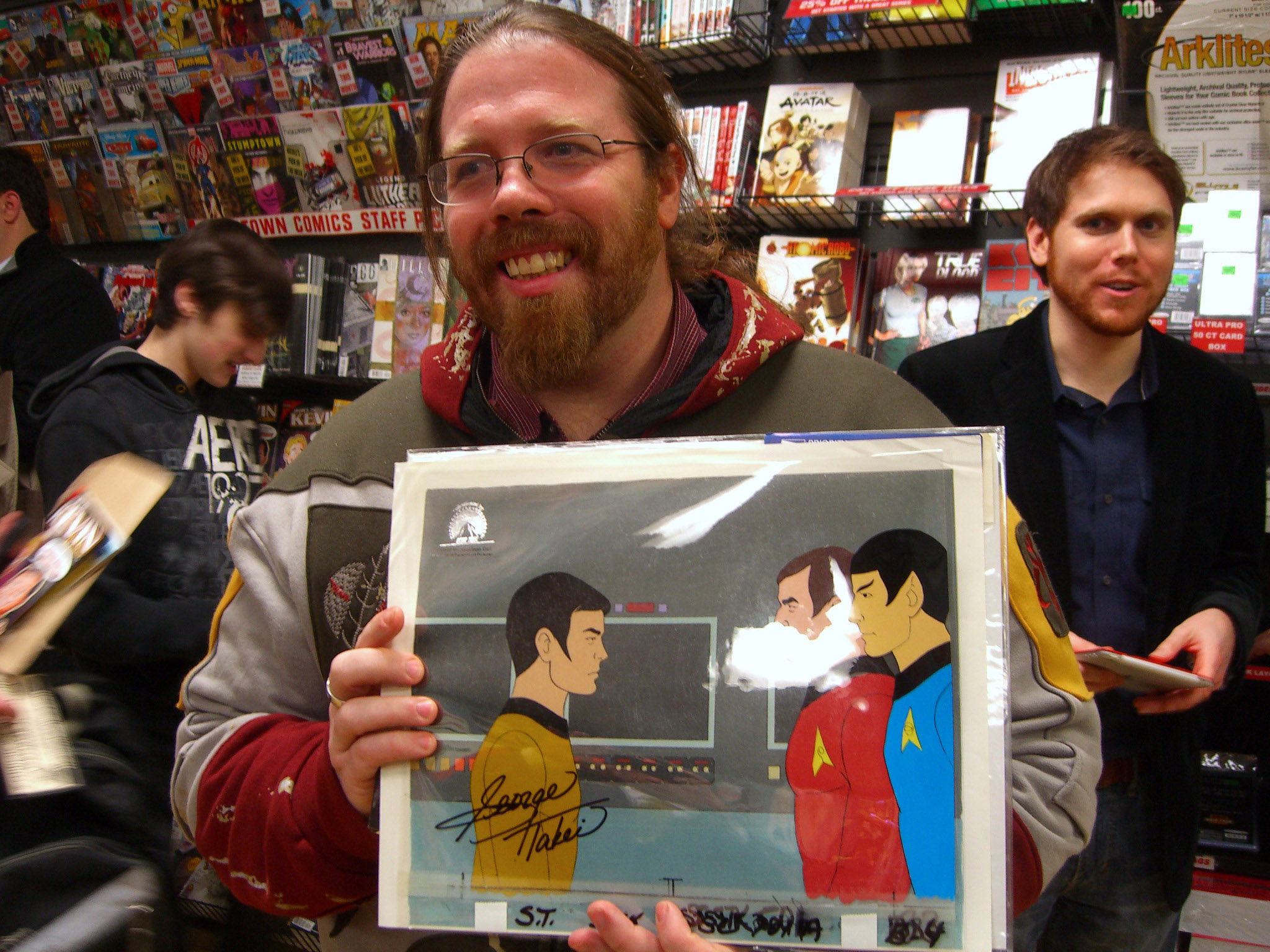
El fan Michael Lovasz sostiene una celda de animación original de la serie de televisión Star Trek: The Animated Series, que acaba de firmar con el actor de Star Trek George Takei, en una firma de libros el 5 de diciembre de 2012 en Midtown Comics Times Square en Manhattan.

Durante ambas temporadas, Star Trek: La serie animada enfrentó la situación inversa de la serie original con respecto a su popularidad: los índices de audiencia eran altos, pero se alejaban de los niños pequeños a los que los anunciantes del sábado por la mañana intentaban llegar, siendo más popular entre los adultos y los niños mayores.
IGN nombró a Star Trek: The Animated Series como la 96.ª mejor serie animada. Declararon que, aunque la serie sufría de limitaciones técnicas, su formato permitió a los escritores una libertad y creatividad mucho mayor de lo que era posible en la serie de acción real original. En una lista del LA Times que incluía cada película y serie de televisión de Star Trek por separado, The Animated Series ocupó el puesto 11.º. El cómic Star Trek vs Transformers se inspiró en The Animated Series y se desarrolla en un universo similar. CBR clasificó las 31 temporadas de los programas de televisión de Star Trek, colocando la temporada 1 de TAS en el puesto 23 y la temporada 2 en el 24. De manera similar a IGN, comentaron que "La animación está definitivamente limitada por los estándares actuales, pero la idea de un Star Trek animado tiene mucho sentido, ya que las preocupaciones sobre el presupuesto y el alcance serían muy diferentes. Aunque solo duraron dos temporadas, nos dieron algunos momentos memorables". Moviefone clasificó a The Animated Series como la séptima mejor de siete series de televisión de Star Trek.

## Reconocimientos
| Año  | Premio          | Categoría                                    | Nominado(s)                    | Resultado | Ref.   |
| ---- | --------------- | -------------------------------------------- | ------------------------------ | --------- | ------ |
| 1974 | Premios Emmy    | Serie infantil destacada                     | Lou Scheimer, Norm Prescott    | Nominada  |        |
| 1975 | Premios Emmy    | Entretenimiento excepcional- Serie infantil  | Lou Scheimer, Norm Prescott    | Ganadora  | [ 11 ] |
| 2007 | Premios Saturno | Mejor lanzamiento de Televisión retro en DVD | Star Trek: The Animated Series | Nominada  |        |
| 2017 | Premios Saturno | Mejor lanzamiento de DVD de Televisión       | Star Trek: The Animated Series | Nominada  |        |